# Palou (Granollers)
Palou és un nucli de població rural al sud de Granollers que va ser un municipi independent fins al 1928, quan es va annexionar a la capital del Vallès Oriental.

## Història
Les primeres informacions sobre el terme de Palou daten de l'any 924, data en què apareix entre les donacions rebudes pel Monestir de Sant Cugat del Vallès com a "in vallense, termino de palaciolo".
En èpoques medieval i moderna es pot documentar com un nucli agrícola amb masos petits, algun molí i conreu de vinya i arbres fruiters així com granges de vaques i porcs. A partir del segle xviii també apareix el conreu de cereals, patates i cànem.
Al segle xx l'explotació ramadera, especialment de vaques per a llet, esdevingué el motor principal de desenvolupament agrari de la zona, i les dificultats d'un ajuntament tant petit per a administrar el municipi fa que aparegui la possibilitat d'annexionar-se a un altre municipi dels circumdants. Des de 1854, amb la construcció de la línia de ferrocarril de Barcelona a Granollers, s'havia valorat la possibilitat de construir un baixador a Palou i mirar d'atreure estiuejants. Quan, ja als anys 1920, Granollers es planteja moure l'estació de tren del seu lloc original fins al límit entre els dos municipis. Així, Palou no tindria estació al bell mig del seu nucli, però sí, en un extrem. Així, l’any 1927, es va acordar la fusió dels dos municipis de manera que Granollers ampliava el seu territori i Palou passava a resoldre qüestions bàsiques de serveis com la potabilitat de l’aigua, la sanitat o l'enllumenat elèctric. A més, els habitants de Palou tindrien un règim tributari favorable per arbitris del bestiar, entre altres coses.
Després de fusionar-se els dos municipis el 1928, la documentació que conservava l'Ajuntament de Palou va ser traspassada al de Granollers però en aquell moment no hi havia un arxiu adequat i es desconeix com i a on va ser conservada a cada moment. L'any 2002 la documentació seria localitzada en un magatzem municipal i un cop tractada i organitzada es va poder incloure a l'Arxiu Municipal de Granollers constituint un fons documental que permet estudiar el desenvolupament de Palou des del segle xvii.

## Llocs d'interès cultural i històric
- Església Sant Julià de Palou

Església parroquial d'estil gòtic, construïda al segle xvi. Abans hi hagué un temple romànic, sobre el qual es va construir l'actual, ja que l'anterior es trobava en males condicions.
- Torre de les Aigües

Comprèn un conjunt d'edificis que daten dels segles xv i xvi. Hi trobem la masia que hi dona nom, que fou casa pairal de la família dels Junyent (abans es coneixia com a Can Junyent), que comptà amb personatges il·lustres a la cort catalana. Dintre la masia s'hi trobava la capella de la Verge de les Aigües, a l'actual menjador del restaurant Torre de les Aigües. La imatge de la Verge de les Aigües, que és com es coneixia popularment la Mare de Déu de les Neus, i a qui els camperols hi dedicaven les pregàries per la pluja, es va perdre (decapitada) l'any 1936. Aquesta capella es considera que era l'antiga església de Palou i que data del segle xii.
- Escoles de Palou

Edifici noucentista inaugurat el 1932 que acollia les escoles públiques del poble.